# ثعبانيات
ثعبانيات أو ديدان ثعبانية (الاسم العلميTylenchida)، رتبة ديدان خيطية الشكل من سيسيرنينتيات.